# Clusia plukenetii
Clusia plukenetii là một loài thực vật có hoa trong họ Bứa. Loài này được Urb. mô tả khoa học đầu tiên năm 1908.